# بروسارد (لوئیزیانا)
بروسارد (به انگلیسی: Broussard) شهری در ایالت لوئیزیانا کشور ایالات متحده آمریکا است که جمعیت آن در سرشماری سال ۲۰۱۰ میلادی، ۸٬۱۹۷ نفر بوده‌است.